# 佛种姓经
《佛种姓经》，原名《佛史》，為《巴利文大藏經》中小部經典之一，記載釋迦牟尼佛的生平以及他在過去二十四佛時的故事。上座部佛教因此發展出二十五佛陀及二十八佛陀的思想，提出了南传的菩萨道十波罗密，早期大乘佛教思想來源于此。学者认为该经典可能參考了《長部·大本經》七佛本生內容，並加以延續、增廣，由七佛擴大至二十五佛。

## 品章
本經分品如下:
1. 寶珠經行處品
2. 燃灯佛品
3. 智调佛品
4. 吉祥佛品
5. 善意佛品
6. 离婆多品
7. 光耀佛品
8. 超见佛品
9. 莲花佛品
10. 那羅陀佛品
11. 胜莲花佛品
12. 善慧佛品
13. 善生佛品
14. 喜见佛品
15. 义见佛品
16. 法见佛品
17. 成就义佛品
18. 提舍佛品
19. 弗沙佛品
20. 毗婆佛品
21. 棄佛品
22. 毗舍婆佛品
23. 拘留孫佛品
24. 拘那含牟尼佛品
25. 迦葉佛品
26. 瞿曇佛（即釋迦牟尼佛）品
27. 諸佛品
28. 舍利配分品

## 學術研究
学者那体慧在《Once Upon A Future Time: Studies in a Buddhist Prophecy of Decline》中说，她認為：《佛种姓经》（原名《佛史》）所說的過去二十四佛（加上喬達摩佛為二十五佛），似乎是南傳上座部佛教特有的說法，可能是要與耆那教競爭而提出的來，因為耆那教有一套相當明確的二十四位宗師底里坦迦罗（Tīrthaṅkara）的體系。
Richard Gombrich在《The Significance of Former Buddhas in the Theravādin Tradition》則說得更具有颠覆性，他認為：佛教關於過去佛的教理很可能是受到耆那教的影響，而不是耆那教借用佛教的教理。特別是二十四位宗師這一個明確的數目，顯然源自耆那教，很可能在佛滅後數世紀後，進入佛教。
由混合梵語寫成的原始佛典《（大事）》中含有甚多巴利聖典中所可看到的古老傳統與內容，其中即部份與《佛种姓经》等同。
Richard Gombrich在《Why Six Former Buddhas》中提到，學者們一致同意《佛种姓经》是較晚入藏的經典之一，很可能是在西元前二或三世紀時。
《佛種姓经》中對佛陀有不同的稱呼，如：導師 （nāyaka, vināyaka, satthu）、世間導師（lokanāyaka）、依怙者（nātha）、世間依怙者（lokanātha）、大圣（mahāmuni，牟尼意爲圣人、寂默）、勝者（jina）、大雄（mahāvīra）、天尊（bhagavā）、大仙（mahesi）等，但《大本經》則一律使用世尊、阿羅漢、正等正覺者（bhagavā arahaṃ sammāsambuddho）。

## 外部連結
- 佛种姓经
- 初期大乘佛教之起源與開展第三節:佛陀觀的開展印順法師佛學著作